# Quartier de Chaillot

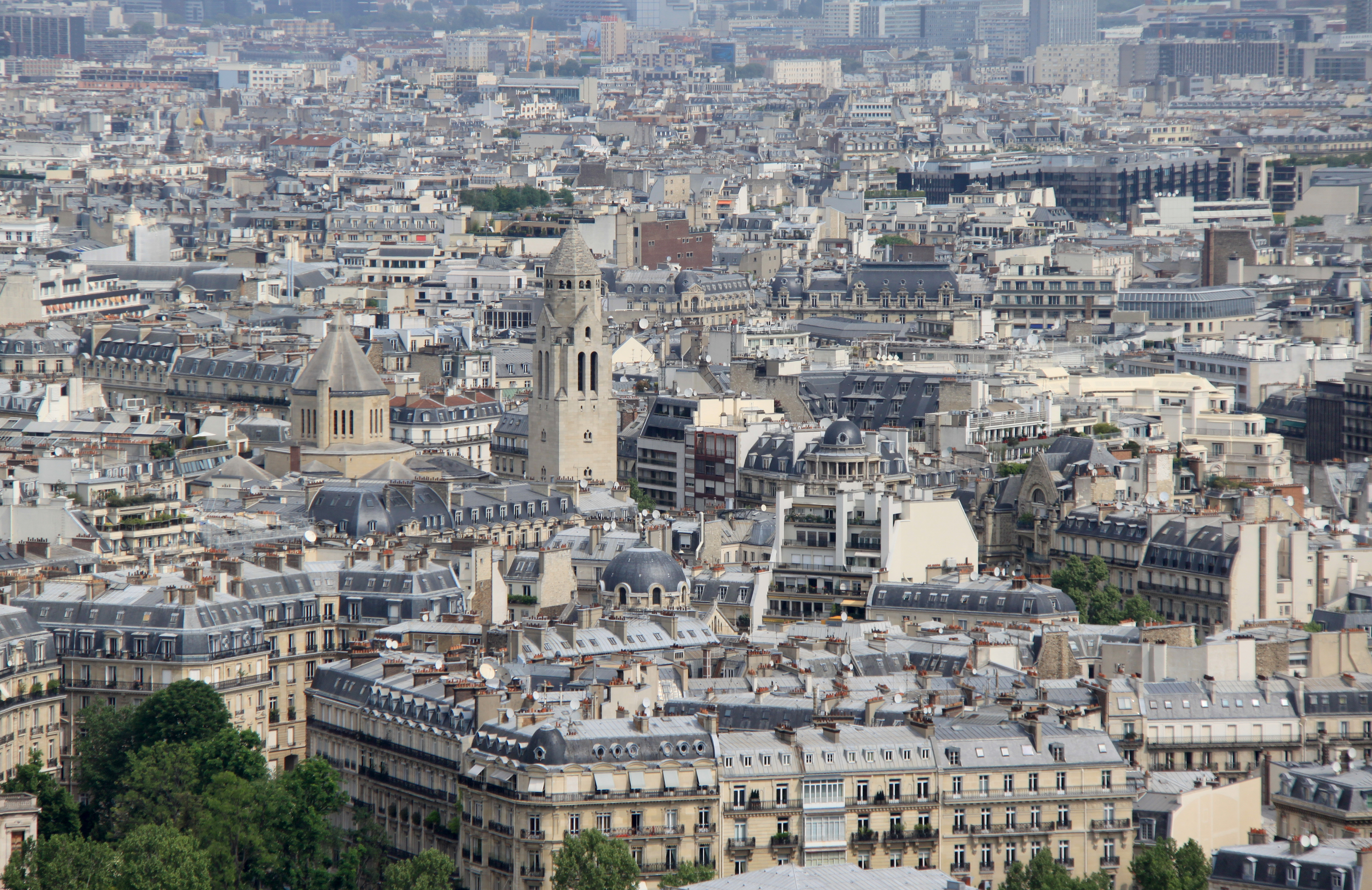
Quartier de Chaillot

Quartier de Chaillot (čtvrť Chaillot) je 64. administrativní čtvrť v Paříži, která je součástí 16. městského obvodu. Má nepravidelný půdorys a rozlohu 142,4 ha. Jejími hranicemi jsou řeka Seina jihovýchodě, Palais de Chaillot na jihozápadě, Avenue Raymond-Poincaré na západě, Avenue de la Grande Armée na severu a Avenue Marceau na východě.
Čtvrť byla pojmenována podle pařížského předměstí Chaillot, které bylo v roce 1860 připojeno k Paříži.

## Vývoj počtu obyvatel
| Rok sčítání | Počet obyvatel | Hustota zalidnění (ob./km²) |
| ----------- | -------------- | --------------------------- |
| 1954        | 36 543         | 25 662                      |
| 1962        | 35 719         | 25 084                      |
| 1968        | 31 643         | 22 221                      |
| 1975        | 26 980         | 18 883                      |
| 1982        | 22 988         | 16 143                      |
| 1990        | 21 757         | 15 279                      |
| 1999        | 21 213         | 14 897                      |